# Endocyathopora
Endocyathopora is een geslacht van koralen uit de familie van de Turbinoliidae.

## Soort
- Endocyathopora laticostata Cairns, 1989